# Stanisław Kędziora (żołnierz)
Stanisław Kędziora (ur. 9 października 1894 w Krobi, zm. 29 lipca 1920 nad Orlą) – żołnierz armii niemieckiej, powstaniec wielkopolski, podoficer Wojska Polskiego w II Rzeczypospolitej, kawaler Orderu Virtuti Militari.

## Życiorys
Urodził się w rodzinie Tomasza i Elżbiety z Czwojdraków. 
Z zawodu piekarz. Członek Towarzystwa Gimnastycznego „Sokół”. 
W 1914 wcielony do armii niemieckiej i w jej szeregach walczył na frontach I wojny światowej. Dwukrotnie ranny, otrzyma! urlop wypoczynkowy.
W 1918 wstąpił do wielkopolskich oddziałów powstańczych i walczył pod Lesznem. Był członkiem Krobskiej Rady Żołnierzy i Rady Ludowej.
W odrodzonym Wojsku Polskim, w stopniu plutonowego, walczył na frontach wojny polsko-bolszewickiej w składzie 2 kompanii 6 pułku strzelców wielkopolskich.
W czerwcu 1920 pod Gubą pluton Kędziory ostrzeliwało kilka nieprzyjacielskich karabinów maszynowych. Kędziora zdecydował się na atak, zmuszając bolszewików do wycofania się na całej linii. W walkach na Białorusi wykazał wielkie męstwo, brawurę, umiejętności dowódcze. Dowodząc 2 kompanią 60 pułku piechoty wielkopolskiej w walkach nad Orlą, poległ w boju.
Za bohaterstwo w walce odznaczony został Krzyżem Srebrnym Orderu Virtuti Militari.

## Ordery i odznaczenia
- Krzyż Srebrny Orderu Virtuti Militari (nr 1162)[1]